# Ballad in Blood
Pour plus de détails, voir Fiche technique et Distribution.
Ballad in Blood est un giallo italien réalisé par Ruggero Deodato sorti en 2016.
Il est librement inspiré du meurtre de Meredith Kercher à Pérouse en 2007.

## Synopsis
Après avoir passé la nuit de la Toussaint à faire la fête avec du sexe et de la drogue, Lenka (une étudiante Erasmus d'origine tchèque), son petit ami Jacopo et leur ami Duke, au réveil, retrouvent le corps d'Elizabeth (une jeune étudiante anglaise), sans vie. Ne se souvenant pratiquement de rien de ce qui s'était passé la veille, les trois tentent de reconstituer ce qui s'est passé à partir des vidéos du téléphone portable de l'étudiante qui, par habitude, immortalisait une bonne partie de son séjour en Italie avec des vidéos. Au fil du temps, la tension monte et les trois protagonistes de cette histoire macabre commencent à s'accuser, repoussant les limites de la folie.

## Fiche technique
- Titre original : Ballad in Blood[2]
- Titre de travail : Il giorno dopo...
- Réalisateur : Ruggero Deodato
- Scénario : Ruggero Deodato, Angelo Orlando, Jacopo Mazzuoli
- Photographie : Mirko Fioravanti
- Montage : Daniel de Rossi
- Musique : Claudio Simonetti
- Décors : Paolo Fioravanti
- Costumes : Loredana Paletta
- Production : Massimo Esposti, Pietro Innocenzi
- Société de production : Bell Film
- Pays de production :  Italie
- Langue originale : anglais
- Format : Couleur - 1,85:1
- Durée : 95 minutes (1 h 35)
- Genre : Giallo
- Dates de sortie :
  - Autriche : 25 septembre 2016 (Slash Filmfestival (de))
  - Italie : 14 octobre 2016 (TOHorror Film Fest)

## Distribution
- Rebecca Di Maio : Rebecca
- Gabriele Rossi (it) : Jacopo
- Edward Williams : Duke
- Carlotta Morelli : Lenka
- Roger Garth : Arden
- Noemi Smorra (it) : Elizabeth
- Ernesto Mahieux : Leo
- Carlo Grotti Trevisan : Lorenzo
- Saverio Deodato : Remo
- Ruggero Deodato : L'homme en fauteuil roulant
- Rita Rusciano :